# Thea Eymèsz
Thea Eymèsz (* 23. Mai 1936; † 18. September 2015 in München) war eine deutsche Filmeditorin. Sie wurde vor allem durch die Zusammenarbeit mit Rainer Werner Fassbinder bekannt.

## Leben
Thea Eymèsz war Anfang der 1960er Jahre als gelernte Fotolaborantin im Trickstudio der Bavaria bei Theo Nischwitz tätig. Seit 1964 wirkte sie als freiberufliche Filmeditorin. Das Handwerk des Filmschnitts hatte Eymèsz über die Praxis erlernt. Sie schnitt zahlreiche Industriefilme und kleinere Dokumentationen.
Der Komponist Peer Raben brachte sie 1968 eher zufällig mit ins Studio, wo er an Fassbinders Film Götter der Pest arbeitete. Eymèsz fertigte unter anderem den Schnitt für Fassbinders Filme Whity, Die bitteren Tränen der Petra von Kant, Angst essen Seele auf, Fontane Effi Briest, Faustrecht der Freiheit und Satansbraten an.
Für ihr Lebenswerk wurde sie 2004 mit dem Film+ Schnitt Preis ausgezeichnet.
Sie starb am 18. September 2015 in München.

## Filmografie (Auswahl)
Kino
- 1968: Der nächste Herr, dieselbe Dame – Regie: Ákos von Ráthonyi
- 1969: Götter der Pest – Regie: Rainer Werner Fassbinder
- 1970: Whity – Regie: Rainer Werner Fassbinder
- 1970: Der amerikanische Soldat
- 1971: Wumm – Regie: Jörg Schmidt-Reitwein
- 1971: Warnung vor einer heiligen Nutte – Regie: Rainer Werner Fassbinder
- 1972: Händler der vier Jahreszeiten – Regie: Rainer Werner Fassbinder
- 1972: Die bitteren Tränen der Petra von Kant – Regie: Rainer Werner Fassbinder
- 1973: Die Zärtlichkeit der Wölfe – Regie: Ulli Lommel
- 1974: Angst essen Seele auf – Regie: Rainer Werner Fassbinder
- 1974: Fontane Effi Briest – Regie: Rainer Werner Fassbinder
- 1975: Faustrecht der Freiheit – Regie: Rainer Werner Fassbinder
- 1975: Mutter Küsters’ Fahrt zum Himmel – Regie: Rainer Werner Fassbinder
- 1976: Satansbraten – Regie: Rainer Werner Fassbinder
- 1977: Hauptmann Kreutzer – Regie: Klaus Emmerich
- 1977: Adolf und Marlene – Regie: Ulli Lommel
- 1983: Kehraus – Regie: Hanns Christian Müller
- 1984: Lettow-Vorbeck: Der deutsch-ostafrikanische Imperativ – Regie: Christian Doermer
- 1985: Hiroshima – Erinnern oder Vergessen – Regie: Erwin Leiser
- 1992: 75 Jahre UFA – Mythos und Wirklichkeit – Regie: Erwin Leiser
- 1995: Otto John – Eine deutsche Geschichte – Regie: Erwin Leiser
- 2002: Angst isst Seele auf (Kurzfilm) – Regie: Shahbaz Noshir

Fernsehen
- 1970: Die Niklashauser Fart – Regie: Rainer Werner Fassbinder, Michael Fengler
- 1971: Rio das Mortes – Regie: Rainer Werner Fassbinder
- 1971: Pioniere in Ingolstadt – Regie: Rainer Werner Fassbinder
- 1973: Wildwechsel – Regie: Rainer Werner Fassbinder
- 1975: Wandas Paradies – Regie: Christa Maar
- 1979: Der ganz normale Wahnsinn – Regie: Helmut Dietl
- 1983: Fast wia im richtigen Leben – Regie: Hanns Christian Müller
- 1989: Schuldig – Regie: Michael Mackenroth
- 1993: Maus und Katz – Regie: Hajo Gies
- 1995: Flucht ins Paradies – Regie: Thomas Nikel
- 1996: Rosamunde Pilcher: Lichterspiele – Regie: Thomas Nikel
- 1997: Solo für Sudmann – Regie: Thomas Nikel